# Émeraude (Q41)
Pour les articles homonymes, voir Émeraude (homonymie).
L’Émeraude est un sous-marin de la marine française construit à Cherbourg à partir de 1904.

Il fait partie des six sous-marins de la classe Émeraude.

## Historique
Pour la mise à l'eau de l’Émeraude, en 1906, les chantiers navals de Cherbourg inaugurent un nouveau principe : les sous-marins précédents étaient mis à l'eau en noyant la cale de construction, désormais les sous-marins ou submersibles sont lancés à la mer par une rampe, tels des bâtiments de surface.
De son entrée en service en 1908 jusqu'en 1913, le bâtiment Émeraude est assigné à la 1re flottille de sous-marins de la Manche basée à Brest, puis plus tard à la station des sous-marins de Cherbourg.
En août 1914, il fait partie du système de défense fixe de Brest en restant à l’affût au large du port.

En 1915, l’Émeraude est envoyée aux Dardanelles avec deux autres sous-marins de sa classe (le Rubis et l'Opale). En cours de route, la mission est annulée et ils sont déroutés vers Gibraltar où ils intègrent l'Escadrille du Maroc. L'Émeraude y reste jusqu'en février 1917 où elle est essentiellement utilisée à la défense du port de Casablanca. Sa région de surveillance s'étend du Cap Saint-Vincent jusqu'à Dakar.
En juin 1917, le sous-marin Émeraude intègre une formation de sous-marins basée à Corfou. En février 1918, il effectue sa dernière patrouille dans le sud du canal d'Otrante. Des exercices ont lieu en avril et mai suivant avec le sous-marin Cugnot,.
Sur les 25 mois que dureront ses affectations sur un théâtre d'opération durant la Première Guerre mondiale, L'Émeraude aura passé (% du temps total passé en opération) :
- 9 % en croisière de guerre,
- 62 % en disponibilité au mouillage,
- 1,3 % en exercice,
- 27,7 % en réparation ou modification.

Le 24 octobre 1919, il est rayé du service.
Le 13 août 1920, il commence à être démantelé et un compresseur est envoyé à l'école des officiers torpilleurs.
Le 13 janvier 1921, le reste de son équipement est assigné et réservé pour des expériences.
Le 27 janvier 1923, il est vendu pour démolition.

### Documents numérisés
- Journaux de bord du 07/11/1913 au 06/01/1916 - Notice manuscrite descriptive du bâtiment (sans dates)

➞ Ministère de la Défense, Mémoire des hommes - Journaux des unités (1914-1918) : Sous-marin Émeraude, vol. SS Y 188, 1913-1916 (présentation en ligne, lire en ligne)